# Beurre manié

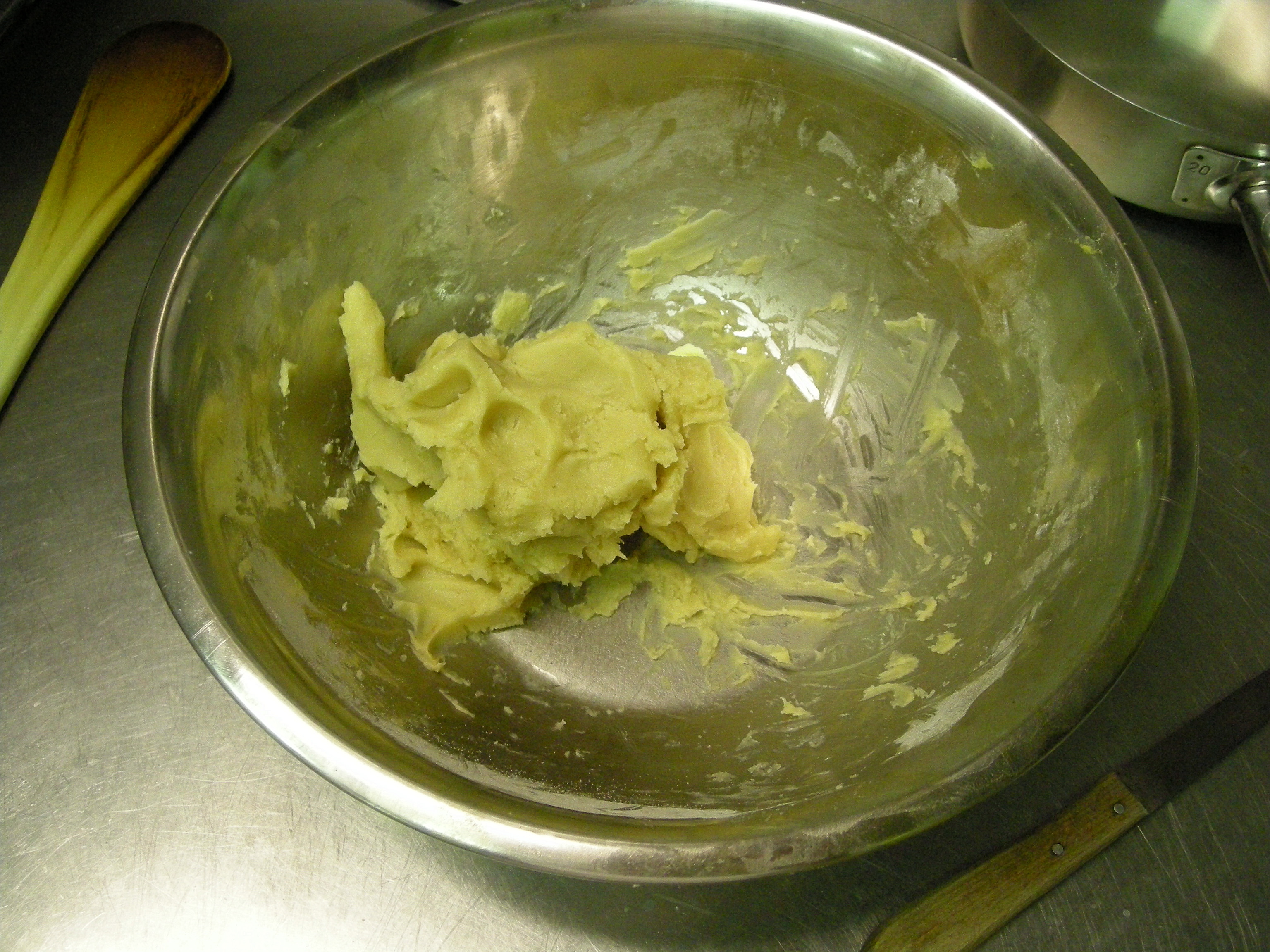
Beurre manié

Beurre manié (francés "mantequilla amasada") es una masa, compuesta de partes iguales de mantequilla suave y harina, que sirve para espesar sopas y salsas. Cuando se agrega  en un líquido caliente o tibia, la mantequilla se derrite, liberando las partículas de harina sin crear grumos.
Beurre manié no debe ser confundido con Roux, que también es un espesante hecho de partes iguales de mantequilla y harina, pero que se cocina antes de su uso.
Debido a que el Beurre manié contiene harina cruda, las preparaciones espesadas con el pueden tener un sabor harinoso o pastoso indeseable, debido a las proteínas en la harina cruda. Por esta razón, es importante que la Beurre Manie se cocine adecuadamente, en lugar de ser añadido a un plato inmediatamente antes de servir. Beurre manié también se utiliza como un paso final para salsas, para impartir una textura suave, brillante antes del servicio.